# Mauro Baldi
Mauro Giuseppe Baldi (* 31. Januar 1954 in Reggio nell’Emilia) ist ein ehemaliger italienischer Automobilrennfahrer.

## Karriere
Im Jahr 1981 wurde Baldi Europameister der Formel 3.

### Formel 1
Von 1982 bis 1985 fuhr Baldi in der Formel 1. Sein Debüt gab er beim Großen Preis von Brasilien am Steuer eines Arrows A4. Das Rennen beendete er als Zwölfter; nach der Disqualifikation von Nelson Piquet und Keke Rosberg rückte er an die zehnte Stelle vor. Seine beste Platzierung war der fünfte Rang beim Großen Preis der Niederlande 1983. Dort pilotierte er einen Alfa Romeo 183T. Sein letztes Rennen in der Formel-1-Weltmeisterschaft war der Große Preis von San Marino 1985, wo er im Spirit 101D durch Motorschaden ausfiel. Für 1986 versuchte Baldi, mit dem Schweizer Team Ekström Grand Prix Racing in die Formel 1 zurückzukehren; Ekström scheiterte aber an Finanzierungsschwierigkeiten, bevor die Saison begann.

### Sportwagenrennen
1990 gewann der Italiener an der Seite von Jean-Louis Schlesser die Sportwagen-Weltmeisterschaft in einem Sauber Mercedes C11.
1994 gewann er das 24-Stunden-Rennen von Le Mans im Porsche 962. Seine Teamkollegen waren der Franzose Yannick Dalmas und der US-Amerikaner Hurley Haywood. Drei weitere Male, 1989, 1992 und 1993 erreichte er Le Mans das Podium der ersten Drei. 1992 beendete er das Rennen gemeinsam mit Kenny Acheson und Gianfranco Brancatelli im Sauber C9 als Gesamtzweiter.
Baldi startete insgesamt zwölf Mal in Le Mans, das letzte Mal 2000 auf einem Panoz.

## Statistik

### Le-Mans-Ergebnisse
| Jahr | Team                 | Fahrzeug        | Teamkollege       | Teamkollege            | Platzierung     | Ausfallgrund         |
| ---- | -------------------- | --------------- | ----------------- | ---------------------- | --------------- | -------------------- |
| 1984 | Martini Racing       | Lancia LC2      | Paolo Barilla     | Hans Heyer             | Ausfall         | Kurbelwelle          |
| 1985 | Martini Racing       | Lancia LC2      | Henri Pescarolo   |                        | Rang 7          |                      |
| 1986 | Liqui Moly Equipe    | Porsche 956B    | Price Cobb        | Rob Dyson              | Rang 9          |                      |
| 1989 | Team Sauber Mercedes | Sauber C9       | Kenny Acheson     | Gianfranco Brancatelli | Rang 2          |                      |
| 1991 | Peugeot Talbot Sport | Peugeot 905     | Philippe Alliot   | Jean-Pierre Jabouille  | Ausfall         | Motorschaden         |
| 1992 | Peugeot Talbot Sport | Peugeot 905     | Philippe Alliot   | Jean-Pierre Jabouille  | Rang 3          |                      |
| 1993 | Peugeot Talbot Sport | Peugeot 905     | Philippe Alliot   | Jean-Pierre Jabouille  | Rang 3          |                      |
| 1994 | Joest Racing         | Dauer 962LM GT  | Yannick Dalmas    | Hurley Haywood         | Gesamtsieg      |                      |
| 1997 | Konrad Motorsport    | Porsche 911 GT2 | Franz Konrad      | Robert Nearn           | Ausfall         | Bruch der Aufhängung |
| 1998 | Moretti Racing Inc.  | Ferrari 333SP   | Giampiero Moretti | Didier Theys           | Rang 14         |                      |
| 1999 | JB Racing            | Ferrari 333SP   | Jérôme Policand   | Christian Pescatori    | Ausfall         | Motorschaden         |
| 2000 | Team Den Blå Avis    | Panoz LMP-1     | John Nielsen      | Klaus Graf             | nicht klassiert |                      |

### Sebring-Ergebnisse
| Jahr | Team                | Fahrzeug      | Teamkollege      | Teamkollege       | Platzierung | Ausfallgrund    |
| ---- | ------------------- | ------------- | ---------------- | ----------------- | ----------- | --------------- |
| 1995 | Scandia Motorsports | Ferrari 333SP | Michele Alboreto | Eric van de Poele | Rang 4      |                 |
| 1996 | Scandia Motorsports | Ferrari 333SP | Michele Alboreto | Andy Evans        | Rang 2      |                 |
| 1998 | Momo Doran Racing   | Ferrari 333SP | Didier Theys     | Giampiero Moretti | Gesamtsieg  |                 |
| 1999 | Doran Enterprises   | Ferrari 333SP | Didier Theys     | Fredy Lienhard    | Ausfall     | Getriebeschaden |
| 2000 | Doran Lista Racing  | Doran Special | Didier Theys     | Fredy Lienhard    | Rang 5      |                 |
| 2002 | Doran Lista Racing  | Dallara LMP   | Didier Theys     | Fredy Lienhard    | Ausfall     | Unfall          |

### Einzelergebnisse in der Sportwagen-Weltmeisterschaft
| Saison | Team                   | Rennwagen                   | 1   | 2   | 3   | 4   | 5   | 6   | 7   | 8   | 9   | 10  | 11  |
| ------ | ---------------------- | --------------------------- | --- | --- | --- | --- | --- | --- | --- | --- | --- | --- | --- |
| 1982   | Momo Giampiero Moretti | Porsche 935                 | MON | SIL | NÜR | LEM | SPA | MUG | FUJ | BRH |     |     |     |
| 1982   | Momo Giampiero Moretti | Porsche 935                 |     | 7   |     |     | 7   | 8   |     |     |     |     |     |
| 1984   | Lancia                 | Lancia LC2                  | MON | SIL | LEM | NÜR | BRH | MOS | SPA | IMO | FUJ | KYA | SAN |
| 1984   | Lancia                 | Lancia LC2                  | 3   | 4   | DNF |     | 7   |     |     | 9   |     |     |     |
| 1985   | Lancia                 | Lancia LC2                  | MUG | MON | SIL | LEM | HOK | MOS | SPA | BRH | FUJ | SEL |     |
| 1985   | Lancia                 | Lancia LC2                  | 4   | DNF | 12  | 7   | 4   |     | 1   | 3   |     |     |     |
| 1986   | Richard Lloyd Racing   | Porsche 956                 | MON | SIL | LEM | NÜN | BRH | JER | NÜR | SPA | FUJ |     |     |
| 1986   | Richard Lloyd Racing   | Porsche 956                 |     |     | 9   |     |     |     | 2   | 10  | DNF |     |     |
| 1987   | Richard Lloyd Racing   | Porsche 962                 | JAR | JER | MON | SIL | LEM | NÜN | BRH | NÜR | SPA | FUJ |     |
| 1987   | Richard Lloyd Racing   | Porsche 962                 | 8   | DNF | DNF | DNF | DNF | 1   | 2   | 5   | DNF | 3   |     |
| 1988   | Sauber Motorsport      | Sauber C9                   | JER | JAR | MON | SIL | LEM | BRÜ | BRH | NÜR | SPA | FUJ | SAN |
| 1988   | Sauber Motorsport      | Sauber C9                   | 1   | 2   | 2   | 3   |     | 4   | 3   | DNF | 1   | DNF | 2   |
| 1989   | Sauber Motorsport      | Sauber C9                   | SUZ | DIJ | JAR | BRH | NÜR | DON | SPA | MEX |     |     |     |
| 1989   | Sauber Motorsport      | Sauber C9                   | 1   | 3   | 5   | 1   | 1   | 2   | 1   | DNF |     |     |     |
| 1990   | Sauber Motorsport      | Sauber C9 Mercedes-Benz C11 | SUZ | MON | SIL | SPA | DIJ | NÜR | DON | MOT | MEX |     |     |
| 1990   | Sauber Motorsport      | Sauber C9 Mercedes-Benz C11 | 1   | 1   | DNF | 8   | 1   | 1   | 1   | 1   | DNF |     |     |
| 1991   | Peugeot Sport          | Peugeot 905                 | SUZ | MON | SIL | LEM | NÜR | MAG | MEX | AUT |     |     |     |
| 1991   | Peugeot Sport          | Peugeot 905                 | 1   | 8   | 6   | DNF | DNF | 2   | 2   | 4   |     |     |     |
| 1992   | Peugeot Sport          | Peugeot 905                 | MON | SIL | LEM | DON | SUZ | MAG |     |     |     |     |     |
| 1992   | Peugeot Sport          | Peugeot 905                 | DNF | DNF | 3   | 1   | 3   | 1   |     |     |     |     |     |